# Jean-Pierre Cot
Pour les articles homonymes, voir Cot.
Jean-Pierre Cot, né le 23 octobre 1937 à Chêne-Bougeries (Suisse), est un homme politique français. Il est juge au Tribunal international du droit de la mer.

## Biographie

### Jeunesse et études
Il est le fils de Pierre Cot, également homme politique et ministre.
Titulaire d'une licence de droit et d'un doctorat de droit public, il rédige une thèse sous la direction du professeur Suzanne Bastid sur la conciliation internationale. Il est admis à l'agrégation de droit public en 1966, major de sa promotion.

### Parcours professionnel
Professeur de droit public et de droit international à l'université d'Amiens, puis doyen, il devient professeur à la faculté de droit de Paris en 1969, puis à l'université de Paris I jusqu'en 1995. Il rédige de nombreux ouvrages et articles de droit international. Il dirige notamment avec Alain Pellet un Commentaire de la Charte des Nations Unies article par article.
Jean-Pierre Cot s'implante politiquement en Savoie dans le département de son père. Élu député de Savoie en mars 1973 contre le ministre gaulliste Pierre Dumas, il est réélu en 1978 et en 1981. Il est maire de Coise-Saint-Jean-Pied-Gauthier de 1971 à 1995 et conseiller général du canton de Chamoux-sur-Gelon de 1973 à 1985.
Député de 1973 à 1981, il siège à la commission des affaires étrangères, puis à la commission des finances. Porte-parole du groupe socialiste dans de nombreux débats, il participe notamment aux débats sur la loi Veil. En 1981, Cot entre au gouvernement de Pierre Mauroy comme ministre délégué chargé de la Coopération et du Développement. Paul Perrier lui succède au Parlement. En désaccord avec la politique africaine de la France, il démissionne en 1982. Opposé à la politique dite « du pré carré » des pays africains, il est partisan du co-développement. Il obtient un accroissement substantiel de l'aide de la France au Tiers monde. Il préside en 1981 la première Conférence des Nations unies sur les Pays les moins avancés, alors que Stéphane Hessel dirige la délégation française à la Conférence. Christian Nucci le remplace au Gouvernement.
Jean-Pierre Cot siège ensuite au Conseil exécutif de l'UNESCO. Élu député européen  en 1984, il est réélu en 1989 et en 1994. Il préside la commission des budgets du Parlement européen de 1984 à 1989, puis le groupe socialiste du Parlement européen de 1989 à 1994. Il est élu vice-président de l'institution de 1997 à 1999.
Jean-Pierre Cot devient en 2002, juge au Tribunal international du droit de la mer. Il est réélu en 2011 pour un second mandat de neuf ans, jusqu'en 2020.
Il a siégé à la Cour internationale de justice, en qualité de juge ad hoc, dans plusieurs affaires, ainsi que dans des tribunaux arbitraux internationaux.

## Hommages
Jean-Pierre Cot est promu au grade d'officier de la Légion d'honneur le 14 avril 2017.

## Vie privée
Jean-Pierre Cot est marié à Raymonde Dury, femme politique belge francophone.

## Mandats parlementaires
- Député de Savoie (1973–1981)
- Député européen (1978–1979 et 1984–1999)

## Ministère
- Ministre délégué chargé de la coopération et du développement (1981–1982)